# Sfăcăru
Sfăcăru – wieś w Rumunii, w okręgu Prahova, w gminie Podenii Noi. W 2011 roku liczyła 428 mieszkańców.